# Europska investicijska banka
Europska investicijska banka (EIB) međunarodna je financijska institucija u javnom vlasništvu čiji su dioničari države članice Europske unije. Osnovana je 1958. godine u sklopu Rimskih ugovora kao „banka s političkom agendom“ koja se koristi financijskim operacijama za postizanje strateških političkih ciljeva EU-a poput europskih integracija i socijalne kohezije.
Države članice diktiraju političke ciljeve koje banka nastoji izvršiti i nadziru administrativna tijela banke koje donose odluke: odbor guvernera i odbor direktora. Europska investicijska banka najveća je svjetska međunarodna institucija za kreditiranje.

## Povijest
Europska investicijska banka osnovana je stupanjem na snagu Rimskih ugovora 1958. godine i u početku je njezino sjedište bilo u Bruxellesu; u njoj je tada radilo samo 66 osoba. Godine 1968. sjedište je preseljeno u Luxembourg, gdje se i sad nalazi. Do 1999. u banci je radilo više od 1000 zaposlenika, a do 2012. taj je broj narastao na više od 2000.
Grupa EIB osnovana je 2000. godine i činila ju je Europska investicijska banka (EIB) i Europski investicijski fond (EIF), podružnica EU-ovog rizičnog kapitala koja osigurava financijska sredstva i jamstva za mala i srednja poduzeća. EIB je većinski dioničar EIF-a, sa 62 % dionica. Godine 2012. stvoren je Institut EIB s ciljem promicanja „europskih inicijativa za opće dobro“ u Europskoj uniji i državama kandidatima te potencijalnim kandidatima, kao što su četiri države EFTA-e.
Ukupni upisani kapital banke u 2012. iznosio je 232 milijarde eura. Kapital EIB-a gotovo je udvostručen između 2007. i 2009. godine kao odgovor na financijsku krizu. Čelnici vlada EU-a složili su se povećati uplaćeni kapital za 10 milijardi eura u lipnju 2012.
Za fiskalnu 2011. godinu EIB je posudila različite kreditne proizvode u vrijednosti od 61 milijardu eura, čime su ukupni zaostali zajmovi iznosili 395 milijardi eura, što je za jednu trećinu više nego krajem 2008. Gotovo 90 % njih bilo je u državama članicama EU-a, a ostatak je raspodijeljen između oko 150 "partnerskih zemalja" (u južnoj i istočnoj Europi, mediteranskoj regiji, Africi, Aziji, Južnoj Americi, Karipskom otočju i zemljama Tihog oceana). Za financiranje svojih investicija banka koristi svoj kreditni rejting AAA kako bi povoljno prikupila ekvivalentni iznos na tržištima kapitala.

## Uloga
Misija Banke jest financiranje infrastrukturnih projekata u Europi. Banka daje prednost modelima financiranja javno-privatnog partnerstva.
Premda se sjedišta oko 90 posto projekata koje financira EIB nalaze u Europskoj uniji, banka financira projekte u 150 drugih zemalja, od susjednih zemalja jugoistočne Europe, mediteranskih partnerskih zemalja, zemalja ACP-a, azijskih i južnoameričkih zemalja, članica Europske unije i Rusije. Prema izjavama EIB-a investicije u tim zemljama imaju ulogu uspostavljanja i provođenja financijskih temelja vanjske suradnje i razvojnih politika Unije potičući razvoj privatnog poduzetništva, razvoj infrastrukture, sigurnost opskrbe energijom i održivost okoliša. Ministri financija EU-a "pozvali su sve razvojne banke, poput Svjetske banke i Azijske razvojne banke, da postupno ukinu financiranje projekata koji se koriste fosilnim gorivima".
Nakon ruske vojne intervencije u Ukrajini 2014. godine Vijeće Europske unije naložilo je EIB-u da obustavi sve nove financijske operacije u Rusiji.

## Strategija

### Operativna strategija
- Financiranje održivih kapitalnih projekata koji su u strateškom interesu Europske unije
- Prikupljanje financijskih sredstava na tržištima kapitala za financiranje tih projekata

### Strategija kreditiranja EU-a
Unutar Europske unije EIB slijedi šest prioritetnih ciljeva:
- Kohezija i konvergencija (regionalna politika)
- Podrška malim i srednjim poduzećima
- Održivost okoliša
- Ekonomija znanja
- Razvoj transeuropskih prometnih i energetskih mreža
- Održiva, konkurentna i sigurna opskrba energijom

### Strategija kreditiranja izvan EU-a
Izvan Europske unije prioritetni ciljevi EIB-a glase:
- Razvoj privatnog sektora
- Razvoj financijskog sektora
- Razvoj infrastrukture
- Sigurnost opskrbe energijom
- Održivost okoliša
- Prisutnost EU-a

Kad odobrava zajmove izvan EU-a, mandat za njih dobiva na temelju vanjske suradnje i razvojnih politika EU-a, koje se razlikuju od regije do regije.
1. Pretpristupno članstvo: zemlje kandidati i potencijalni kandidati za proširenje (države koje bi se mogle pridružiti EU-u)
2. Europsko susjedstvo: Mediteransko susjedstvo / Rusija i istočni susjedi
3. Razvoj: Afrika, zemlje Tihog oceana i Karibi (ACP) / Južna Afrika
4. Gospodarska suradnja: Azija i Južna Amerika (ALA)

U zemljama kandidatima za pristup EU-u djelatnosti podržavaju i ciljeve prioritetnog kreditiranja EU-a i ciljeve vanjskih mandata.

## Upravljanje
Tijela koja upravljaju Europskom investicijskom bankom jesu:
- Odbor guvernera – obično ga čine ministri financija država članica. Njihov je mandat odobravanje aktivnosti EIB-a izvan Unije, oblikovanje smjernica kreditne politike i odobravanje godišnjih računa.
- Odbor direktora – sastoji se od dvadeset i osam članova (jednog bira svaka država članica, a jednog Europska komisija)[13] :13–14 i osamnaest zamjenika,[13] :13–14 što znači da neki od zamjenika predstavljaju više država. Odbor također kooptira najviše šest stručnjaka (tri direktora i tri zamjenika),[13] :13–14 koji sudjeluju na sastancima Odbora u svojstvu savjetnika bez prava glasa. Odbor ima isključivo pravo donošenja odluka u vezi sa zajmovima i jamstvima. Članovi upravnog odbora odgovorni su samo banci.
- Upravni komitet – predsjednik EIB-a i osam potpredsjednika
- Odbor za reviziju – šest članova koje imenuje Odbor guvernera

### Uredi
Sjedište Europske investicijske banke nalazi na adresi Boulevard Konrad Adenauer 100 u četvrti Kirchberg u gradu Luxembourgu. Najstariji dio zgrade, danas njezino zapadno krilo, projektirao je britanski arhitekt Sir Denys Lasdun i jedno je od rijetkih njegovih djela izvan Velike Britanije. Novo istočno krilo zgrade projektirao je arhitektonski studio Ingenhoven Architects iz Düsseldorfa. Novo je krilo natkriveno staklenim krovom koji se proteže cijelom strukturom što objektu dodaje 72.500 kvadratnih metara uredskog prostora.
Uredi EIB-a nalaze se u gradovima diljem Unije: u Ateni, Berlinu, Bruxellesu, Bukureštu, Fort-de-Franceu, Martiniku (francuskom prekomorskom odjelu), Dublinu, Helsinkiu, Lisabonu, Ljubljani, Madridu, Parizu, Rimu, Sofiji, Varšavi, Kopenhagenu i Beču.
EIB je 2007. otvorio regionalni ured u Helsinkiju, smješten u sjedištu Nordijske investicijske banke (NIB), s ciljem povećanja prisutnosti Banke u regiji Baltičkog mora.
Izvan Europske unije uredi banke nalaze se u Beogradu, Bogoti, Kijevu, Ankari, Pekingu, Kairu, Dakaru, Istanbulu, Nairobiju, Pretoriji, Rabatu, Sydneyu, Tunisu i Tbilisiju.

### Predsjednici
Predsjednik EIB-a šef je Upravnog odbora, izvršnog tijela s devet članova koje je odgovorno za svakodnevno poslovanje EIB-a. Njih "imenuje Odbor guvernera EIB-a na prijedlog upravnog odbora" na šest godina s obnovljivim mandatom. Predsjednik EIB-a ujedno je i predsjednik upravnog odbora, a ostalih osam članova imaju ulogu potpredsjednika.
- Pietro Campilli (Italija): veljača 1958. – svibanj 1959.
- Paride Formentini  (Italija): lipanj 1959. – rujan 1970.
- Yves Le Portz (Francuska): rujan 1970. – srpanj 1984.
- Ernst-Günther Bröder (Njemačka): kolovoz 1984. – ožujak 1993.
- Sir Brian Unwin (UK): travanj 1993. – prosinac 1999.
- Philippe Maystadt (Belgija): ožujak 2000. – prosinac 2011.
- Werner Hoyer (Njemačka): siječanj 2012. – danas.[20]

## Dioničari
Dioničare EIB-a čini 27 država članica EU-a, dok se udio svake države u kapitalu EIB-a temelji na postotku njezine ekonomske težine u Uniji (izraženoj u BDP-u) u trenutku pristupanja. Udio dionica je sljedeći:
| država     | Kapital (milijuna eura) | Kapital (%) |
| ---------- | ----------------------- | ----------- |
| Njemačka   | 46.722                  | 19,21       |
| Francuska  | 46.722                  | 19,21       |
| Italija    | 46.722                  | 19,21       |
| Španjolska | 28.033                  | 11,52       |
| Belgija    | 12.951                  | 5,32        |
| Nizozemska | 12.951                  | 5,32        |
| Švedska    | 8.591                   | 3,53        |
| Danska     | 6.557                   | 2,70        |
| Austrija   | 6.428                   | 2,64        |
| Poljska    | 5.980                   | 2,46        |
| Finska     | 3.693                   | 1,52        |
| Grčka      | 3.512                   | 1,44        |
| Portugal   | 2.263                   | 0,93        |
| Češka      | 2.206                   | 0,91        |
| Mađarska   | 2.087                   | 0,86        |
| Irska      | 1.639                   | 0,67        |
| Rumunjska  | 1.513                   | 0,62        |
| Hrvatska   | 1.062                   | 0,44        |
| Slovačka   | 751                     | 0,31        |
| Slovenija  | 697                     | 0,29        |
| Bugarska   | 510                     | 0,21        |
| Litva      | 437                     | 0,18        |
| Luksemburg | 327                     | 0,13        |
| Cipar      | 321                     | 0,13        |
| Latvija    | 267                     | 0,11        |
| Estonija   | 206                     | 0,08        |
| Malta      | 122                     | 0,05        |
| Ukupno     | 243.2                   | 100         |

## Aktivni projekti
- Crossrail, Ujedinjeno Kraljevstvo
- Metro Kanpur, Indija
- Euroazijski tunel, Turska
- Marmarajska željeznica, Turska

## Vanjske poveznice
- www.eib.org
- Povijesni arhiv Europske investicijske banke pri Povijesnom arhivu EU u Firenci
- Europska investicijska banka  Arhivirana inačica izvorne stranice od 30. rujna 2007. (Wayback Machine) Europski navigator
- Informativne stranice CEE Bankwatch Network-a o Europskoj investicijskoj banci